# À la recherche de Debra Winger
Pour plus de détails, voir Fiche technique et Distribution.
À la recherche de Debra Winger (Searching for Debra Winger) est un film documentaire américain réalisé par Rosanna Arquette et sorti en 2002.
Il a été présenté dans différents festivals, dont le Festival de Cannes, puis il est sorti en France en 2005.

## Synopsis
Le film présente une interview de l'actrice Debra Winger qui s'est brusquement retirée de l'industrie du cinéma alors qu'elle était au sommet de sa carrière (bien qu'elle ait depuis repris son activité d'actrice). Il met en parallèle des interviews d'autres actrices célèbres.

## Fiche technique
- Titre français : À la recherche de Debra Winger[2]
- Titre original : Searching for Debra Winger
- Réalisation : Rosanna Arquette
- Scénario : Rosanna Arquette
- Photographie : Jean-Marc Barr, Olivier Boucreux, Cort Fey, Joey Forsyte, Nathan Hope, Michael G. Wojciechowski
- Montage : Gail Yasunaga
- Durée : 99 minutes
- Date de sortie: 
  - France : 16 mai 2002 (Festival de Cannes)[3] ; 5 septembre 2004 (Festival du cinéma américain de Deauville) ; 6 avril 2005 (en salles)[2]
  - États-Unis : 13 juillet 2002

## Distribution
- Debra Winger
- Patricia Arquette
- Rosanna Arquette
- Emmanuelle Béart
- Katrin Cartlidge
- Laura Dern
- Roger Ebert
- Jane Fonda
- Teri Garr
- Whoopi Goldberg
- Melanie Griffith
- Daryl Hannah
- Salma Hayek
- Holly Hunter
- Diane Lane
- Kelly Lynch
- Julianna Margulies
- Chiara Mastroianni
- Samantha Mathis
- Frances McDormand
- Catherine O'Hara
- Julia Ormond
- Gwyneth Paltrow
- Martha Plimpton
- Charlotte Rampling
- Vanessa Redgrave
- Theresa Russell
- Meg Ryan
- Ally Sheedy
- Hilary Shepard
- Adrienne Shelly
- Sharon Stone
- Tracey Ullman
- JoBeth Williams
- Alfre Woodard
- Robin Wright

## Distinction
- Festival de Cannes 2002 : sélection officielle, hors compétition[4]